# اولکساندر کورنیچوک
اولکساندر کورنیچوک (روسی: Алекса́ндр Евдоки́мович Корнейчу́к؛ ۲۵ مهٔ ۱۹۰۵ – ۱۴ مهٔ ۱۹۷۲) فیلم‌نامه‌نویس، دیپلمات، نویسنده، منتقد ادبی، و سیاستمدار اهل امپراتوری روسیه بود.
وی همچنین برندهٔ جوایزی همچون نشان لنین، نشان انقلاب اکتبر، قهرمان کار سوسیالیست، جایزه صلح لنین، و نشان پرچم سرخ شده‌است.